# Histeria (álbum)
Histeria es el quinto álbum de estudio de Tino Casal. Publicado en 1989 por Emi-Odeon fue el último editado por Casal en vida, quien falleciera en 1991.

## Producción
Casal, tras el fallecimiento de amigos íntimos como Costus y la separación de su novia Pepa Ojanguren, se centró en esta época en otras actividades artísticas como la pintura y la escultura. El resultado fue que Histeria obtuvo menos promoción y realizó menos actuaciones que en sus álbumes anteriores.
En este disco Casal repitió el esquema de Lágrimas de cocodrilo que, salvo la canción «Eloise» por su orquestación, era un disco electrónico. De esta manera volvía a los ritmos programados y sonidos de sintetizador, supliendo las carencias instrumentales y técnicas con su voz, que era el elemento melódico principal de las canciones. Las letras de la mayor parte de canciones del disco son muy personales, incluyendo además un tema casi autobiográfico, «Destino casual», estas serían las características principales del álbum. También contiene una versión de la canción «Killing Me Softly With His Song» popularizada por Roberta Flack.

"A veces, Tino era algo más que un visionario. Llevaba años obsesionado con la canción de Roberta Flack Killing me softly with his song. Años antes, muchos años antes, que los Fugees hicieran una versión. Pero tenía mil formas en la cabeza de como hacer la canción y le costó mucho tiempo y trabajo decantarse por un enfoque concreto."
Julián Ruiz (2011) 

Tras años descatalogado se reeditó en CD en el 2009.

## Lista de canciones
Versión LP (1989)
| N.º | Título                 | Escritor(es)                                                | Duración |  |
| 1.  | «Histeria»             | Tino Casal                                                  | 4:24     |  |
| 2.  | «Corazón bimotor»      | Casal                                                       | 4:04     |  |
| 3.  | «Tal como soy»         | Versión de Killing Me Softly with His Song de Roberta Flack | 4:46     |  |
| 4.  | «Vanidosa»             | Casal                                                       | 3:40     |  |
| 5.  | «Voy a apostar por ti» | Casal                                                       | 3:34     |  |
| 6.  | «Sex o no sex»         | Casal                                                       | 4:50     |  |
| 7.  | «Destino casual»       | Casal                                                       | 4:50     |  |
| 8.  | «Que digan misa»       | Casal                                                       | 4:28     |  |
| 9.  | «No fuimos héroes»     | Versión en español de Don't You Want Me de The Human League | 5:15     |  |

Versión CD (1989 / 2009)
| N.º | Título                   | Escritor(es)          | Duración |  |
| 1.  | «Intro»                  | Tino Casal            | 0:41     |  |
| 2.  | «Histeria»               | Casal                 | 4:24     |  |
| 3.  | «Corazón bimotor»        | Casal                 | 4:04     |  |
| 4.  | «Tal como soy I»         | Cfox, M. Gimbel       | 4:47     |  |
| 5.  | «Vanidosa»               | Casal                 | 3:40     |  |
| 6.  | «Que digan misa»         | Casal                 | 4:28     |  |
| 7.  | «Sex o no sex (español)» | Casal                 | 4:51     |  |
| 8.  | «Destino casual»         | Casal                 | 4:51     |  |
| 9.  | «Más te vale»            | Casal                 | 3:58     |  |
| 10. | «No fuimos héroes»       | Callis, Oakey, Wright | 5:15     |  |
| 11. | «Tal como soy II (maxi)» | Cfox, M. Gimbel       | 5:40     |  |
| 12. | «Voy a apostar por ti»   | Casal                 | 3:34     |  |
| 13. | «The End (español)»      | Casal                 | 5:09     |  |

### Maxisencillos
| N.º | Título            | Escritor(es)  | Duración |  |
| 1.  | «Tal como soy II» | Roberta Flack | 5:38     |  |